# V.LEAGUE Division1 2018-19
V.LEAGUE Division1 2018-19は、日本のバレーボールリーグ・V.LEAGUEのトップディビジョンである「V.LEAGUE Division1」の初年度のシーズンである。

## 概要
2018-19シーズンより始まったV.LEAGUE のトップカテゴリとして開催される V.LEAGUE Division1 の初年度シーズンである。実質的な前身である2017/18 V・プレミアリーグと同様の10月開幕であるが、男女ともチーム数の増加もあり、2月末までレギュラーラウンドを行い、3月から4月にかけてファイナルを行う日程とされた。

### 日程
男女とも、レギュラーラウンドの12月9日から1月5日までの間はインターバルが設けられる。
- レギュラーラウンド（男子）  - 2018年10月26日 - 2019年2月24日
- レギュラーラウンド（女子）  - 2018年11月3日 - 2019年2月23日
- ファイナルステージ
  - ファイナル6（男子）：2019年3月9日 - 2019年3月24日
  - ファイナル8（女子）：2019年3月2日 - 2019年3月24日
  - ファイナル3：2019年3月30日 - 2019年3月31日（男女とも）
  - ファイナル：2019年4月6日・13日（女子）、4月7日・4月14日（男子）

ファイナル3は男子が川崎市とどろきアリーナで、女子が島津アリーナ京都で開催。ファイナルは男女とも第1戦が武田テバオーシャンアリーナ、第2戦（グランドファイナル）が武蔵野の森総合スポーツプラザで開催された。

## 男子

### 参加チーム（男子）
都道府県コード順。S1ライセンス（条件付きを含む）を有する11チームのうち、つくばユナイテッドSun GAIA（チャレンジⅠ 7位）の計9チーム を除く10チームが参戦する。
| チーム名                 | 本拠 都道府県 | 2017-18シーズン | 備考 |
| ------------------------ | ------------- | --------------- | ---- |
| FC東京                   | 東京都        | プレミア 8位    |      |
| VC長野トライデンツ       | 長野県        | チャレンジⅠ 8位 |      |
| 東レ・アローズ           | 静岡県        | プレミア 4位    |      |
| 豊田合成トレフェルサ     | 愛知県 富山県 | プレミア 2位    |      |
| ジェイテクトSTINGS       | 愛知県 奈良県 | プレミア 5位    |      |
| 堺ブレイザーズ           | 大阪府        | プレミア 7位    |      |
| サントリーサンバーズ     | 大阪府        | プレミア 6位    |      |
| パナソニック・パンサーズ | 大阪府        | プレミア 優勝   |      |
| JTサンダーズ             | 広島県        | プレミア 3位    |      |
| 大分三好ヴァイセアドラー | 大分県        | チャレンジⅠ 2位 |      |

### 試合方式（男子）
V・レギュラーラウンドとV・ファイナルステージの二段階方式で行う
V・レギュラーラウンド
10チームによる3回戦総当たりで、1チーム27試合を行う。
上位6チームがV・ファイナルステージ進出。下位4チームは最終順位が確定し、下位2チームはV・チャレンジマッチ（入替戦）出場となる。
V・ファイナルステージ
ファイナル6
レギュラーラウンド上位6チームによる1回戦総当たり。ファイナル6でのポイントと、レギュラーラウンドでの順位に応じたポイント（1位：5点、2位：4点、…6位：0点）を加算し、合計ポイントの多いチームを上位とする。ポイントが並んだ場合はレギュラーラウンドの上位チームを上位とする。最上位となったチームは「ファイナル」へ進出。2位及び3位となったチームは「ファイナル3」に進出。4位以下は年間順位が確定。
ファイナル3
ファイナルステージ2回戦。2チームによる2回戦制。2勝したチームがファイナルに進出。敗れたチームは年間3位が確定。なお、1勝1敗の場合は2試合目終了後に25点制の1セットマッチ（ゴールデンセット）を行う。
ファイナル
2チーム（ファイナル6の1位とファイナル3の勝者）による2回戦制。2勝したチームが年間優勝。なお、1勝1敗の場合は2試合目終了後に25点制の1セットマッチ（ゴールデンセット）を行う。

### 順位決定方式
V・レギュラーラウンドでは以下のように順位を決定する。
1. ポイント
2. 勝利数
3. セット率
4. 得点率
5. 当該チーム間の対戦成績

ポイントの付与
各試合ごとに以下の通りポイントが付与される。
| 条件                                       | 付与ポイント |
| ------------------------------------------ | ------------ |
| セットカウント「3-0」あるいは「3-1」で勝利 | 3点          |
| セットカウント「3-2」で勝利                | 2点          |
| セットカウント「2-3」で敗戦                | 1点          |
| セットカウント「1-3」あるいは「0-3」で敗戦 | 0点          |

### 結果（男子）

#### レギュラーラウンド（男子）
| 順位 | チーム                   | 試合 | 試合 | 試合 | セット   | セット   | セット   | 得点   | 得点   | 得点   |
| 順位 | チーム                   | 勝点 | 勝数 | 敗数 | 得セット | 失セット | セット率 | 得点計 | 失点計 | 得点率 |
| 1    | パナソニック・パンサーズ | 68   | 23   | 4    | 72       | 24       | 3.000    | 2332   | 2099   | 1.111  |
| 2    | サントリーサンバーズ     | 56   | 19   | 8    | 65       | 40       | 1.625    | 2456   | 2287   | 1.074  |
| 3    | 豊田合成トレフェルサ     | 53   | 19   | 8    | 62       | 38       | 1.632    | 2344   | 2215   | 1.058  |
| 4    | JTサンダーズ             | 53   | 17   | 10   | 62       | 36       | 1.722    | 2294   | 2067   | 1.110  |
| 5    | 東レ・アローズ           | 49   | 16   | 11   | 55       | 41       | 1.341    | 2212   | 2133   | 1.037  |
| 6    | 堺ブレイザーズ           | 47   | 15   | 12   | 57       | 42       | 1.357    | 2226   | 2211   | 1.007  |
| 7    | ジェイテクトSTINGS       | 41   | 13   | 14   | 52       | 51       | 1.020    | 2347   | 2311   | 1.016  |
| 8    | FC東京                   | 24   | 8    | 19   | 32       | 63       | 0.508    | 2038   | 2221   | 0.918  |
| 9    | 大分三好ヴァイセアドラー | 11   | 4    | 23   | 22       | 74       | 0.297    | 2028   | 2339   | 0.867  |
| 10   | VC長野トライデンツ       | 3    | 1    | 26   | 8        | 78       | 0.103    | 1737   | 2131   | 0.815  |

出典：V.LEAGUE

#### ファイナル6（男子）
| 順位 | チーム                   | 試合 | 試合 | 試合 | セット   | セット   | セット   | 得点   | 得点   | 得点   |
| 順位 | チーム                   | 勝点 | 勝数 | 敗数 | 得セット | 失セット | セット率 | 得点計 | 失点計 | 得点率 |
| 1    | パナソニック・パンサーズ | 15   | 3    | 2    | 12       | 7        | 1.714    | 439    | 409    | 1.073  |
| 2    | JTサンダーズ             | 13   | 4    | 1    | 12       | 8        | 1.500    | 453    | 438    | 1.034  |
| 3    | 東レ・アローズ           | 12   | 4    | 1    | 14       | 9        | 1.556    | 511    | 504    | 1.014  |
| 4    | サントリーサンバーズ     | 10   | 2    | 3    | 10       | 12       | 0.833    | 400    | 486    | 0.823  |
| 5    | 豊田合成トレフェルサ     | 6    | 1    | 4    | 7        | 14       | 0.500    | 445    | 486    | 0.916  |
| 6    | 堺ブレイザーズ           | 4    | 1    | 4    | 8        | 13       | 0.615    | 471    | 486    | 0.969  |

出典：V.LEAGUE

#### ファイナル3（男子）
| 日程          | 開始  |              | 結果 |                | 1set  | 2set  | 3set  | 4set  | 5set  | 総得点 | R        |
| ------------- | ----- | ------------ | ---- | -------------- | ----- | ----- | ----- | ----- | ----- | ------ | -------- |
| 2019年3月30日 | 12:08 | JTサンダーズ | 3–2  | 東レ・アローズ | 25–21 | 25–27 | 28–26 | 23-25 | 15-13 |        | 公式記録 |
| 2019年3月31日 | 12:08 | JTサンダーズ | 3–1  | 東レ・アローズ | 25–19 | 25–12 | 20–25 | 28-26 |       |        | 公式記録 |

#### ファイナル（男子）
| 日程          | 開始  |                          | 結果 |              | 1set  | 2set  | 3set  | 4set  | 5set  | 総得点 | R        |
| ------------- | ----- | ------------------------ | ---- | ------------ | ----- | ----- | ----- | ----- | ----- | ------ | -------- |
| 2019年4月7日  | 13:10 | パナソニック・パンサーズ | 3–2  | JTサンダーズ | 25–22 | 17–25 | 23–25 | 33-31 | 16-14 |        | 公式記録 |
| 2019年4月14日 | 14:10 | パナソニック・パンサーズ | 3–0  | JTサンダーズ | 26–24 | 25–20 | 25–20 |       |       |        | 公式記録 |

### 最終順位（男子）
| 1  | パナソニック・パンサーズ | レギュラーラウンド1位、ファイナル優勝 |
| 2  | JTサンダーズ             |                                       |
| 3  | 東レ・アローズ           |                                       |
| 4  | サントリーサンバーズ     |                                       |
| 5  | 豊田合成トレフェルサ     |                                       |
| 6  | 堺ブレイザーズ           |                                       |
| 7  | ジェイテクトSTINGS       |                                       |
| 8  | FC東京                   |                                       |
| 9  | 大分三好ヴァイセアドラー |                                       |
| 10 | VC長野トライデンツ       |                                       |

2018-19シーズンのV2上位がS1ライセンスを保有していないため、チャレンジマッチは行われない。

### 表彰
ファイナル終了後、以下のように個人賞が発表された。得点王、スパイク賞、ブロック賞、サーブ賞、サーブレシーブ賞はV・レギュラーラウンドの成績により確定した。
個人賞
| 賞の名称         | 受賞者氏名               | 所属チーム名           | 記録   | 受賞回数     | 備考                         |
| ---------------- | ------------------------ | ---------------------- | ------ | ------------ | ---------------------------- |
| 優勝監督賞       | 川村慎二                 | パナソニックパンサーズ |        | 2年連続2回目 |                              |
| 最高殊勲選手賞   | ミハウ・クビアク         | パナソニックパンサーズ |        | 2年連続2回目 |                              |
| 敢闘賞           | トーマス・エドガー       | JTサンダーズ           |        | 初受賞       |                              |
| 得点王           | ドミトリー・ムセルスキー | サントリーサンバーズ   | 736点  | 初受賞       | 最高得点                     |
| スパイク賞       | ドミトリー・ムセルスキー | サントリーサンバーズ   | 60.2%  | 初受賞       | アタック決定率               |
| ブロック賞       | 白澤健児                 | パナソニックパンサーズ | 0.78本 | 2年連続2回目 | セット当たりブロック決定本数 |
| サーブ賞         | 西田有志                 | ジェイテクトSTINGS     | 12.2%  | 初受賞       | サーブ効果率                 |
| サーブレシーブ賞 | 古賀幸一郎               | 豊田合成トレフェルサ   | 69.6%  | 4年連続6回目 | サーブレシーブ成功率         |
| レシーブ賞       | 永野健                   | パナソニックパンサーズ |        | 2年連続4回目 |                              |
| ベスト６         | ミハウ・クビアク         | パナソニックパンサーズ |        | 2年連続2回目 |                              |
| ベスト６         | トーマス・エドガー       | ＪＴサンダーズ         |        | 2年連続2回目 |                              |
| ベスト６         | ドミトリー・ムセルスキー | サントリーサンバーズ   |        | 初受賞       |                              |
| ベスト６         | 白澤健児                 | パナソニックパンサーズ |        | 2年連続3回目 |                              |
| ベスト６         | 小野寺太志               | ＪＴサンダーズ         |        | 初受賞       |                              |
| ベスト６         | 深津英臣                 | パナソニックパンサーズ |        | 2年連続3回目 |                              |
| ベストリベロ賞   | 古賀幸一郎               | 豊田合成トレフェルサ   |        | 6年連続6回目 |                              |
| 最優秀新人賞     | 大竹壱青                 | パナソニックパンサーズ |        | -            |                              |
| 最優秀新人賞     | 西田有志                 | ジェイテクトSTINGS     |        | -            |                              |
| 優秀GM賞         | 南部正司                 | パナソニックパンサーズ |        | 初受賞       |                              |
| 松平康隆賞       | 川村慎二                 | パナソニックパンサーズ |        | 2年連続2回目 |                              |

Ｖリーグ特別表彰
| 表彰           | 受賞者氏名 | 所属チーム名                   | 受賞理由                        |
| -------------- | ---------- | ------------------------------ | ------------------------------- |
| Ｖリーグ栄誉賞 | 古賀幸一郎 | 豊田合成トレフェルサ           | 個人賞多回数受賞                |
| Ｖリーグ栄誉賞 | 鈴木悠二   | 東レアローズ                   | 10シーズン以上、230試合以上出場 |
| Ｖリーグ栄誉賞 | 米山達也   | サントリーサンバーズ           | 10シーズン以上、230試合以上出場 |
| Ｖリーグ栄誉賞 | 興梠亮     | ジェイテクトSTINGS             | 10シーズン以上、230試合以上出場 |
| Ｖリーグ栄誉賞 | 岩井浩二   | 富士通カワサキレッドスピリッツ | 10シーズン以上、230試合以上出場 |

## 女子

### 参加チーム（女子）
都道府県コード順。S1ライセンスを有する13チームのうち、成績上位の11チームが参戦する。本来はフォレストリーヴズ熊本（前年チャレンジⅠ 4位）が参加して12チームでの開催となる予定だったが、同クラブが2018年3月に経営難を理由に脱退（Vリーグ機構を退社）し、他のS1ライセンス保有チーム（JAぎふリオレーナ・ブレス浜松）からも初年度のV1参加を固辞されたため、11チームでの開催となった。
| 東西 | チーム名                 | 本拠 都道府県 | 2017-18シーズン  | 備考 |
| ---- | ------------------------ | ------------- | ---------------- | ---- |
| 東   | 日立リヴァーレ           | 茨城県        | プレミア 8位     |      |
| 東   | 埼玉上尾メディックス     | 埼玉県        | プレミア 7位     |      |
| 東   | NECレッドロケッツ        | 神奈川県      | プレミア 5位     |      |
| 東   | KUROBEアクアフェアリーズ | 富山県        | チャレンジⅠ 3位  |      |
| 東   | PFUブルーキャッツ        | 石川県        | チャレンジⅠ 2位  |      |
| 東   | デンソー・エアリービーズ | 愛知県        | プレミア 4位     |      |
| 西   | トヨタ車体クインシーズ   | 愛知県        | プレミア 3位     |      |
| 西   | 東レ・アローズ           | 滋賀県        | プレミア 6位     |      |
| 西   | JTマーヴェラス           | 大阪府        | プレミア 2位     |      |
| 西   | 岡山シーガルズ           | 岡山県        | チャレンジⅠ 優勝 |      |
| 西   | 久光製薬スプリングス     | 佐賀県 兵庫県 | プレミア 優勝    |      |

### 試合方式（女子）
V・レギュラーラウンドとV・ファイナルステージの二段階方式で行う。
V・レギュラーラウンド
11チームを東西カンファレンスに振り分けて(東6、西5)、カンファレンス内で2回戦総当たり（1チーム当たり東10試合、西8試合）とカンファレンス間の交流戦2回戦（1チーム当たり東10試合、西12試合）各2回戦総当たりの合計20試合（実質的に11チームの2回戦総当たりと同じ）を行う」方式で実施された。各カンファレンス上位4チームがV・ファイナルステージのファイナル8に進出し、下位2チームがV・チャレンジステージに出場。
V・チャレンジステージ
出場4チームによる1回戦総当たり。レギュラーラウンドでのカンファレンス内の順位に応じたポイント（5位：1点、6位：0点）を加算し、合計ポイントの多いチームを上位とする。その順位により最終順位（9-11位）が確定する。11位はV・チャレンジマッチに出場する。
V・ファイナルステージ
ファイナル8
ファイナルステージ1回戦。東西カンファレンスの上位4チームずつ8チームによる1回戦総当たり。ファイナル8でのポイント（算定方法はレギュラーラウンドと同様）と、レギュラーラウンドでのカンファレンス内の順位に応じたポイント（1位：6点、2位：4点、3位：2点、4位：0点）を加算し、合計ポイントの多いチームを上位とする。ポイントが並んだ場合はレギュラーラウンドの獲得ポイントが多いチームを上位とする。最上位となったチームは「ファイナル」へ進出。2位及び3位となったチームは「ファイナル3」に進出。4位以下は年間順位が確定。
ファイナル3
ファイナルステージ2回戦。2チームによる2回戦制。2勝したチームがファイナルに進出。敗れたチームは年間3位が確定。なお、1勝1敗の場合は2試合目終了後に25点制の1セットマッチ（ゴールデンセット）を行う。
ファイナル
2チーム（ファイナル6の1位とファイナル3の勝者）による2回戦制。2勝したチームが年間優勝。なお、1勝1敗の場合は2試合目終了後に25点制の1セットマッチ（ゴールデンセット）を行う。

### 順位決定方式
V・レギュラーラウンドでは以下のように順位を決定する。
1. ポイント
2. 勝利数
3. セット率
4. 得点率
5. 当該チーム間の対戦成績

ポイントの付与
各試合ごとに以下の通りポイントが付与される。
| 条件                                       | 付与ポイント |
| ------------------------------------------ | ------------ |
| セットカウント「3-0」あるいは「3-1」で勝利 | 3点          |
| セットカウント「3-2」で勝利                | 2点          |
| セットカウント「2-3」で敗戦                | 1点          |
| セットカウント「1-3」あるいは「0-3」で敗戦 | 0点          |

### 結果（女子）

#### レギュラーラウンド（女子）
Eastern Conference（東地区）
| 順位 | チーム                   | 試合 | 試合 | 試合 | セット   | セット   | セット   | 得点   | 得点   | 得点   |
| 順位 | チーム                   | 勝点 | 勝数 | 敗数 | 得セット | 失セット | セット率 | 得点計 | 失点計 | 得点率 |
| 1    | NECレッドロケッツ        | 35   | 11   | 9    | 43       | 36       | 1.194    | 1758   | 1729   | 1.017  |
| 2    | 埼玉上尾メディックス     | 32   | 11   | 9    | 40       | 37       | 1.081    | 1703   | 1643   | 1.037  |
| 3    | デンソー・エアリービーズ | 29   | 10   | 10   | 35       | 36       | 0.972    | 1593   | 1602   | 0.994  |
| 4    | 日立リヴァーレ           | 21   | 8    | 12   | 36       | 49       | 0.735    | 1783   | 1910   | 0.934  |
| 5    | KUROBEアクアフェアリーズ | 7    | 2    | 18   | 13       | 55       | 0.236    | 1383   | 1646   | 0.840  |
| 6    | PFUブルーキャッツ        | 4    | 0    | 20   | 16       | 60       | 0.267    | 1528   | 1816   | 0.841  |

出典：V.LEAGUE
Western Conference（西地区）
| 順位 | チーム                 | 試合 | 試合 | 試合 | セット   | セット   | セット   | 得点   | 得点   | 得点   |
| 順位 | チーム                 | 勝点 | 勝数 | 敗数 | 得セット | 失セット | セット率 | 得点計 | 失点計 | 得点率 |
| 1    | 久光製薬スプリングス   | 52   | 18   | 2    | 57       | 19       | 3.000    | 1805   | 1571   | 1.149  |
| 2    | JTマーヴェラス         | 44   | 14   | 6    | 52       | 31       | 1.677    | 1880   | 1749   | 1.075  |
| 3    | トヨタ車体クインシーズ | 39   | 13   | 7    | 43       | 28       | 1.536    | 1665   | 1550   | 1.074  |
| 4    | 東レ・アローズ         | 37   | 13   | 7    | 46       | 33       | 1.394    | 1789   | 1694   | 1.056  |
| 5    | 岡山シーガルズ         | 30   | 10   | 10   | 41       | 38       | 1.079    | 1771   | 1748   | 1.013  |

出典：V.LEAGUE

#### チャレンジステージ（女子）
| 順位 | チーム                   | 試合 | 試合 | 試合 | セット   | セット   | セット   | 得点   | 得点   | 得点   |
| 順位 | チーム                   | 勝点 | 勝数 | 敗数 | 得セット | 失セット | セット率 | 得点計 | 失点計 | 得点率 |
| 1    | 岡山シーガルズ           | 7    | 2    | 0    | 6        | 0        | MAX      | 153    | 108    | 1.417  |
| 2    | KUROBEアクアフェアリーズ | 4    | 1    | 1    | 3        | 4        | 0.750    | 152    | 165    | 0.921  |
| 3    | PFUブルーキャッツ        | 0    | 0    | 2    | 1        | 6        | 0.167    | 143    | 175    | 0.817  |

出典：V.LEAGUE

#### ファイナル8（女子）
| 順位 | チーム                   | 試合 | 試合 | 試合 | セット   | セット   | セット   | 得点   | 得点   | 得点   |
| 順位 | チーム                   | 勝点 | 勝数 | 敗数 | 得セット | 失セット | セット率 | 得点計 | 失点計 | 得点率 |
| 1    | 久光製薬スプリングス     | 26   | 7    | 0    | 21       | 5        | 4.200    | 632    | 528    | 1.197  |
| 2    | 東レ・アローズ           | 16   | 6    | 1    | 19       | 9        | 2.111    | 647    | 585    | 1.106  |
| 3    | JTマーヴェラス           | 15   | 3    | 4    | 13       | 13       | 1.000    | 574    | 568    | 1.011  |
| 4    | トヨタ車体クインシーズ   | 13   | 4    | 3    | 14       | 13       | 1.077    | 618    | 615    | 1.005  |
| 5    | デンソー・エアリービーズ | 12   | 4    | 3    | 14       | 14       | 1.000    | 602    | 611    | 0.985  |
| 6    | NECレッドロケッツ        | 10   | 1    | 6    | 8        | 20       | 0.400    | 579    | 634    | 0.913  |
| 7    | 埼玉上尾メディックス     | 10   | 1    | 6    | 9        | 18       | 0.500    | 562    | 600    | 0.937  |
| 8    | 日立リヴァーレ           | 6    | 2    | 5    | 11       | 17       | 0.647    | 558    | 631    | 0.884  |

出典：V.LEAGUE

#### ファイナル3（女子）
| 日程          | 開始  |                | 結果 |                | 1set  | 2set  | 3set  | 4set  | 5set  | 総得点 | R        |
| ------------- | ----- | -------------- | ---- | -------------- | ----- | ----- | ----- | ----- | ----- | ------ | -------- |
| 2019年3月30日 | 15:08 | 東レ・アローズ | 2-3  | JTマーヴェラス | 25–20 | 24–26 | 25–22 | 18-25 | 15-17 |        | 公式記録 |
| 2019年3月31日 | 15:08 | 東レ・アローズ | 3-1  | JTマーヴェラス | 21–25 | 25–21 | 25–17 | 25-22 |       |        | 公式記録 |
| 2019年3月31日 | 17:21 | 東レ・アローズ | 1-0  | JTマーヴェラス | 25–20 |       |       |       |       |        | 公式記録 |

#### ファイナル（女子）
| 日程          | 開始  |                      | 結果 |                | 1set  | 2set  | 3set  | 4set  | 5set  | 総得点 | R        |
| ------------- | ----- | -------------------- | ---- | -------------- | ----- | ----- | ----- | ----- | ----- | ------ | -------- |
| 2019年4月6日  | 13:10 | 久光製薬スプリングス | 3-0  | 東レ・アローズ | 25-21 | 25–13 | 27–25 |       |       |        | 公式記録 |
| 2019年4月13日 | 14:10 | 久光製薬スプリングス | 2-3  | 東レ・アローズ | 31-29 | 19-25 | 23–25 | 25-23 | 13-15 |        | 公式記録 |
| 2019年4月13日 | 16:47 | 久光製薬スプリングス | 1-0  | 東レ・アローズ | 25-18 |       |       |       |       |        | 公式記録 |

### 最終順位（女子）
| 1  | 久光製薬スプリングス     | レギュラーラウンド西地区1位、ファイナル優勝 |
| 2  | 東レ・アローズ           |                                             |
| 3  | JTマーヴェラス           |                                             |
| 4  | トヨタ車体クインシーズ   |                                             |
| 5  | デンソー・エアリービーズ |                                             |
| 6  | NECレッドロケッツ        | レギュラーラウンド東地区1位                 |
| 7  | 埼玉上尾メディックス     |                                             |
| 8  | 日立リヴァーレ           |                                             |
| 9  | 岡山シーガルズ           |                                             |
| 10 | KUROBEアクアフェアリーズ |                                             |
| 11 | PFUブルーキャッツ        | チャレンジマッチに出場                      |

### 表彰
ファイナル終了後、以下のように個人賞が発表された。得点王、スパイク賞、ブロック賞、サーブ賞、サーブレシーブ賞はV・レギュラーラウンドの成績により確定した。
個人賞
| 賞の名称         | 受賞者氏名                     | 所属チーム名           | 記録   | 受賞回数     | 備考                         |
| ---------------- | ------------------------------ | ---------------------- | ------ | ------------ | ---------------------------- |
| 優勝監督賞       | 酒井新悟                       | 久光製薬スプリングス   |        | 2年連続2回目 |                              |
| 最高殊勲選手賞   | フォルケ・アキンラデウォ       | 久光製薬スプリングス   |        | 初受賞       |                              |
| 敢闘賞           | ヤナ・クラン                   | 東レアローズ           |        | 初受賞       |                              |
| 得点王           | ヤナ・クラン                   | 東レアローズ           | 544点  | 初受賞       | 最高得点                     |
| スパイク賞       | フォルケ・アキンラデウォ       | 久光製薬スプリングス   | 59.7%  | 2年連続3回目 | アタック決定率               |
| ブロック賞       | フォルケ・アキンラデウォ       | 久光製薬スプリングス   | 0.87本 | 初受賞       | セット当たりブロック決定本数 |
| サーブ賞         | ヤナ・クラン                   | 東レアローズ           | 14.2%  | 初受賞       | サーブ効果率                 |
| サーブレシーブ賞 | 新鍋理沙                       | 久光製薬スプリングス   | 70.0%  | 2年連続5回目 | サーブレシーブ成功率         |
| レシーブ賞       | 新鍋理沙                       | 久光製薬スプリングス   |        | 2年ぶり5回目 |                              |
| ベスト６         | 新鍋理沙                       | 久光製薬スプリングス   |        | 4年ぶり3回目 |                              |
| ベスト６         | ヤナ・クラン                   | 東レアローズ           |        | 初受賞       |                              |
| ベスト６         | ブランキツァ・ミハイロヴィッチ | JTマーヴェラス         |        | 2年連続2回目 |                              |
| ベスト６         | フォルケ・アキンラデウォ       | 久光製薬スプリングス   |        | 2年連続2回目 |                              |
| ベスト６         | シニアード・ジャック           | デンソーエアリービーズ |        | 初受賞       |                              |
| ベスト６         | 関菜々巳                       | 東レアローズ           |        | 初受賞       |                              |
| ベストリベロ賞   | 小幡真子                       | ＪＴマーヴェラス       |        | 2年連続2回目 |                              |
| 最優秀新人賞     | 関菜々巳                       | 東レアローズ           |        | -            |                              |
| 優秀GM賞         | 萱嶋章                         | 久光製薬スプリングス   |        | 6年ぶり2回目 |                              |
| 松平康隆賞       | 酒井新悟                       | 久光製薬スプリングス   |        | 2年連続2回目 |                              |

Ｖリーグ特別表彰
| 表彰              | 受賞者氏名 | 所属チーム名         | 受賞理由                        |
| ----------------- | ---------- | -------------------- | ------------------------------- |
| Ｖリーグ栄誉賞    | 井上奈々朱 | 東レアローズ         | 10シーズン以上、230試合以上出場 |
| Vリーグ日本記録賞 | 新鍋理沙   | 久光製薬スプリングス | サーブレシーブ成功率記録更新    |

### 注記
1. ↑  つくばは2019-20シーズンはS2ライセンスとなり、V1昇格要件を満たさない[2]。